# Герб Володарки
Герб Володарки — офіційний символ смт Володарки (райцентр Київської області), затверджений 28 квітня 2005р. рішенням №632-18-IV сесії селищної ради.

## Опис
Щит понижено стінозубчасто перетятий червоним і срібним. У першій частині золотий перекинутий півмісяць, увінчаний таким же перехрещеним хрестом і супроводжуваний знизу золотою шестипроменевою зіркою. Щит обрамований золотим декоративним картушем і увінчаний червоною міською короною.

## Джерело
- Українська геральдика [Архівовано 6 листопада 2016 у Wayback Machine.]